# Бабаяро, Селестин
Селести́н Бабая́ро (англ. Celestine Hycieth Babayaro; род. 29 августа 1978 года, Кадуна) — нигерийский футболист, защитник. Самый юный в истории полевой игрок, ставший олимпийским чемпионом по футболу (17 лет и 326 дней).
Старший брат Селестина Эммануэл Бабаяро (род. 1976) также был футболистом, выступал на позиции голкипера и вместе с Селестином стал олимпийским чемпионом 1996 года в Атланте. Завершил карьеру в конце 1990-х.

## Карьера
Бабаяро начинал карьеру в нигерийском клубе «Плато Юнайтед». В возрасте 16 лет он перебрался в Европу, в бельгийский клуб «Андерлехт», где сразу закрепился в основном составе. В апреле 1997 Бабаяро перешёл в «Челси» за 2.25 миллионов фунтов, что стало клубным рекордом покупки футболиста до 20 лет. За время пребывания в «Челси», Бабаяро выиграл Кубок и Суперкубок Англии в 2000 году, а также дошёл с командой до финала Кубка в 2002. В январе 2005 года подписал контракт с «Ньюкаслом», закрепившись в основном составе на месте левого защитника. Из-за проблем со здоровьем 10 декабря 2007 года контракт с «Ньюкаслом» был расторгнут по обоюдному согласию игрока и клуба. 21 января 2008 был подписан контракт с клубом из MLS-лиги «Лос-Анджелес Гэлакси», однако вскоре был расторгнут. В последнее время Селестин был занят поиском нового клуба. 8 июля 2010 года он объявил о завершении карьеры.

## Достижения
Командные
 «Андерлехт»
- Чемпион Бельгии (1): 1994/95
- Обладатель Суперкубка Бельгии (1): 1995
- Итого: 2 трофея

 «Челси»
- Обладатель Кубка Англии (1): 1997
- Обладатель Кубка обладателей кубков УЕФА (1): 1998
- Обладатель Суперкубка УЕФА (1): 1998
- Итого: 3 трофея

 «Сборная Нигерии»
- Чемпион мира среди юношей до 17 лет (1): 1993
- Чемпион Олимпийских игр (1): 1996
- Итого: 2 трофея

Личные
- Лучший молодой футболист года в Бельгии (2): 1995, 1996
- Итого: 2 трофея